# Rosenheim (Landkreis Altenkirchen)
Rosenheim (Landkreis Altenkirchen) è un comune di 719 abitanti della Renania-Palatinato, in Germania.

Appartiene al circondario (Landkreis) di Altenkirchen (Westerwald) (targa AK) ed è parte della comunità amministrativa (Verbandsgemeinde) di Betzdorf-Gebhardshain.